# Musilia arabica
Musilia arabica là một loài thực vật có hoa trong họ Cúc. Loài này được (Velen.) Velen. mô tả khoa học đầu tiên năm 1923.